# Freguesias de Aguiar da Beira
Esta é uma lista das antigas freguesias de Aguiar da Beira:
| Posição | Nome                     | População | Percentagem (população) | Densidade  | Área       | Percentagem (área) |
| ------- | ------------------------ | --------- | ----------------------- | ---------- | ---------- | ------------------ |
| 1       | Aguiar da Beira          | 1 478     | 23,66%                  | 53,3 h/km² | 27,72 km²  | 13,61%             |
| 2       | Pena Verde               | 980       | 15,69%                  | 29,9 h/km² | 32,79 km²  | 16,10%             |
| 3       | Dornelas                 | 769       | 12,31%                  | 55,1 h/km² | 13,96 km²  | 6,85%              |
| 4       | Carapito                 | 511       | 8,18%                   | 33,1 h/km² | 15,45 km²  | 7,59%              |
| 5       | Cortiçada                | 389       | 6,23%                   | 27,0 h/km² | 14,43 km²  | 7,08%              |
| 6       | Souto de Aguiar da Beira | 369       | 5,91%                   | 22,2 h/km² | 16,60 km²  | 8,15%              |
| 7       | Sequeiros                | 297       | 5,71%                   | 4,75 h/km² | 12,92 km²  | 6,34%              |
| 8       | Pinheiro                 | 287       | 4,59%                   | 16,3 h/km² | 17,66 km²  | 8,67%              |
| 9       | Eirado                   | 272       | 4,35%                   | 23,2 h/km² | 11,74 km²  | 5,76%              |
| 10      | Forninhos                | 272       | 4,35%                   | 25,3 h/km² | 10,76 km²  | 5,28%              |
| 11      | Gradiz                   | 212       | 3,39%                   | 15,5 h/km² | 13,71 km²  | 6,73%              |
| 12      | Coruche                  | 208       | 3,33%                   | 24,3 h/km² | 8,57 km²   | 4,21%              |
| 13      | Valverde                 | 203       | 3,25%                   | 27,5 h/km² | 7,37 km²   | 3,62%              |
| TOTAL   | TOTAL                    | 6 247     | 100%                    | 30,7 h/km² | 203,68 km² | 100%               |